# Robiert Aminow
Robiert Midżatowicz Aminow, ros. Роберт Мидхатович Аминов (ur. 24 września 1965 w Ufie) – rosyjski hokeista.

## Kariera
- Saławat Jułajew Ufa
- Nieftiechimik Niżniekamsk
- Toros Nieftiekamsk (1995-1996)
- STS Sanok

Wychowanek Saławatu Jułajew Ufa. Występował w drużynach rosyjskich oraz w polskim klubie STS Sanok.
Po zakończeniu kariery został trenerem. Został szkoleniowcem w ramach zespołu Saławatu 2 Jułajew Ufa drużyn młodzieżowych roczników: 2001, 2005.